# Monte de los Olivos, Oaxaca
Monte de los Olivos är en ort i Mexiko.   Den ligger i kommunen Santa María Chilchotla och delstaten Oaxaca, i den sydöstra delen av landet, 280 km sydost om huvudstaden Mexico City. Monte de los Olivos ligger 629 meter över havet och antalet invånare är 140.
Terrängen runt Monte de los Olivos är varierad. Runt Monte de los Olivos är det ganska tätbefolkat, med 65 invånare per kvadratkilometer. Närmaste större samhälle är Barranca Seca, 2,2 km nordväst om Monte de los Olivos. I omgivningarna runt Monte de los Olivos växer i huvudsak städsegrön lövskog.